# 발광효율
발광효율(영어: luminous efficacy)은 광원의 효율을 나타내는 것으로 램프의 효율성이라고도 한다.

## 단위
단위 전력당의 광선속으로 lm/W(루멘 매 와트)로 나타낸다. 발광효율은 인간의 시각이 갖는 비시감도가 파장에 따라 상이하므로 동일한 전력의 전자기파라도 그 값이 달라지는데, 최대치는 555nm 파장에 대한 광원의 683lm/W이다.

## 같이 보기
- 광공해
- 광원 목록